# Filippo Apiano
Philipp Bienewitz, meglio noto come Filippo Apiano (Ingolstadt, 1531 – Tubinga, 1589), è stato un cartografo tedesco.
Figlio di Pietro Apiano, fu docente all'Università di Ingolstadt dal 1552 e, divenuto protestante, all'Università di Tubinga (1568-1584). La sua opera più celebre fu una carta della Baviera (1561) di proporzioni monumentali, utilizzata fino al XIX secolo.

## Biografia
All'età di undici anni iniziò gli studi di matematica presso l'Università di Ingolstadt e da quella di diciotto proseguì gli studi in Borgogna, a Parigi ed a Bourges. Tornato nel 1552 ad Ingolstadt, subentrò al padre nella conduzione della sua tipografia, divenendo nel contempo, all'atà di ventun'anni professore all'Università di Ingolstadt. Iniziò quindi, insieme all'insegnamento, a frequentare le lezioni della Facoltà di Medicina. Concluse i suoi studi di medicina qualche anno dopo, recandosi in viaggio in Italia a vistare le Università di Padova, Ferrara e Bologna.
Rimase insegnante a Ingolstadt fino al 1569, quando dovette lasciarla dietro pressione dei gesuiti, essendo egli convertitosi al protestantesimo.
Trovò la sua nuova patria nell'Università di Tubinga, ma perse il suo posto nel 1583, dopo quattordici anni d'insegnamento, poiché si rifiutò di abiurare il suo calvinismo.
Fino alla fine della sua vita, Apiano si dedicò al completamento delle sue opere tipografiche.
Deceduto a Tubinga, è sepolto nella locale Chiesa Collegiata di san Giorgio.

## Opere

### La grande carta della Baviera

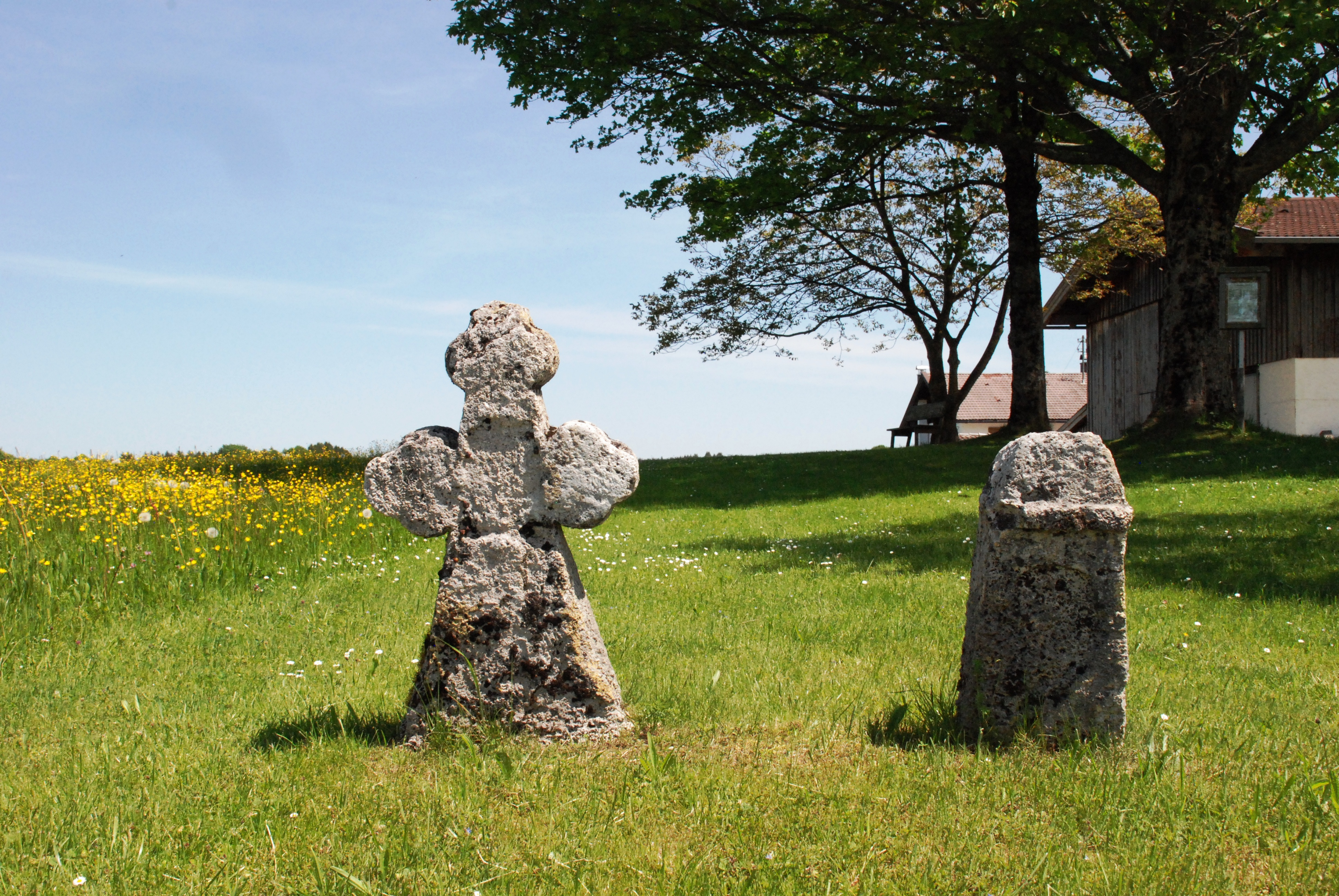
La Croce di Timoteo a Warngau

Nel 1554 il duca Alberto V di Baviera incaricò Appiano di redigere una cartografia della Baviera. Le mappe dovevano integrare la Bairische Chronik, dal 1526 al 1533, di Giovanni Aventino. In sette estati Appiano preparò l'Alta e la Bassa Baviera, l'Alto Palatinato, l'Arcidiocesi di Salisburgo e la Diocesi di Eichstätt ed eseguì le relative agrimensure. Dopo l'elaborazione di due anni egli realizzò una mappa di 5 m x 5 in scala  1:45.000, che venne colorata dal pittore Bartel Refinger.
Durante un viaggio per le misurazioni insieme al fratello Timoteo, quest'ultimo cadde da cavallo e ne morì; Filippo allora fece erigere a Warngau la cosiddetta Croce di Timoteo.
Nel 1563 la grande cartografia venne sistemata nella Biblioteca della Residenza ducale, ma nel 1782 essa andò completamente distrutta da un incendio.

### Tavole cartografiche della Baviera

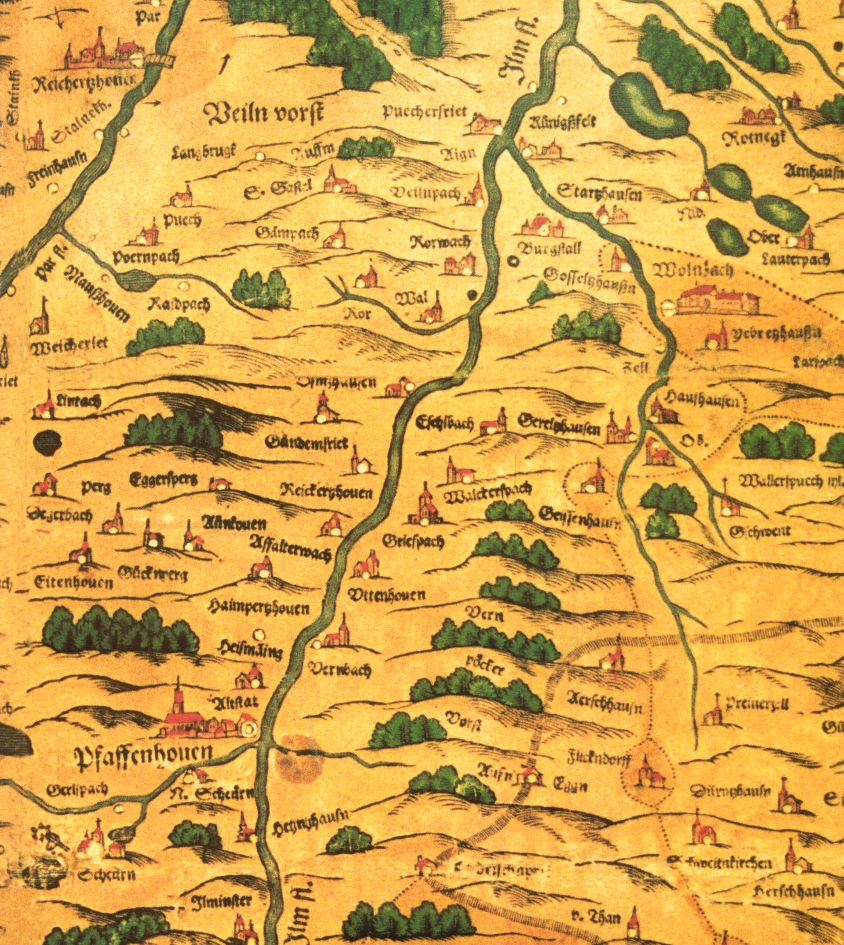
Bairische Landtafeln (Estratto della Grande Carta del 1566)

Sulla base della Grande Carta, Filippo Apiano fece preparare nel 1566 da Jost Amman delle xilografie in scala minore (1:144.000). Le cosiddette Bairischen Landtafeln, realizzate in 24 xilografie che suddividevano la Grande Carta, furono riprodotte da Apiano nella propria tipografia. La precisione delle suddette mappe venne superata solo nel XIX secolo; ancora Napoleone le utilizzò per la sua invasione della Baviera.
Una riproduzione originale della Carta si trova nel Museo cittadino di Ingolstadt e le matrici nel Museo nazionale bavarese a Monaco di Baviera.
Abraham Ortelius diffuse incisioni in rame di queste tavole in forma di libro ex tabula Philippi Apiani.

### Mappamondo
Sempre su incarico di Alberto V di Baviera Filippo Apiano realizzò un mappamondo, che fu pronto nel 1576 e venne sistemato nel piano superiore dell'Antiquarium del  Residenz  di Monaco di Baviera.

### Raccolta araldica eDescriptio Bavariae
La "Raccolta Apiano", già intagliata in legno nel 1562, comprende 646 stemmi del clero, della nobiltà e delle città e comuni della Baviera. Insieme ad una descrizione della Baviera la raccolta dovrebbe completare e perfezionare la rappresentazione della terra con le tavole. Apiano morì dopo il lavoro di raccolta e descrizione. Per quanto tramandata la raccolta degli emblemi con le relative descrizioni delle terre in lingua latina fu pubblicata per la prima volta solo nel 1880 dall'Associazione Storica dell'Alta Baviera in occasione della celebrazione del settimo secolo di signoria della Casa di Wittelsbach.